# Bananal (tiểu vùng)
Bananal là một tiểu vùng thuộc bang São Paulo, Brasil. Tiều vùng này có diện tích 2064 km², dân số năm 2007 là 25433 người.